# Jaślin

Jaślin – polski herb szlachecki

## Opis herbu
W polu błękitnym między trzema gwiazdami złotymi (jedną i dwoma) - zielona gałązka wawrzynu liśćmi do góry z szablą ukośnie skrzyżowane. W klejnocie trzy pióra strusie. Labry błękitne podbite złotem. Dewiza herbowa: Semper honeste (łac. zawsze uczciwy, skromny, przyzwoity, obyczajny).

## Herbowni
Herb nadany Janowi Betley (syn Marcina Betley z Jasła, matka Katarzyna), obywatelowi miasta Jasło w 1842 r. Herb nadano w Warszawie.